# Mark Greenway
Mark "Barney" Greenway (ur. 13 lipca 1969 w Great Barr, Birmingham) – brytyjski wokalista i autor tekstów. Greenway działalność artystyczną rozpoczął w 1988 roku w zespole Colostomy. Następnie dołączył do grupy Benediction, w której występował w latach 1988–1991. W 1989 roku został członkiem formacji Napalm Death. Greenway jest wegetarianinem.

## Dyskografia
Występy gościnne
- Cerebral Fix – Death Erotica (śpiew w utworze: „Never Again”)
- Ginger – A Break In The Weather (śpiew w utworze: „The Dying Art of the Chorus”)
- Dream Theater – International Fan Club Christmas CD  (śpiew w utworze: „Damage Inc.”)
- Withered – Foile Circulare (śpiew w utworach: „...The Faded Breath” i „Clamor Beneath”)
- This Is Menace – The Scene Is Dead (śpiew w utworze: „Beg for Silence”)
- Born from Pain – War (śpiew w utworze: „Behind Enemy Lines”)
- Kill II This – Deviate (śpiew w utworze: „The Flood”)
- Extortion – Loose Screws  (śpiew w utworze: „Grind To A Halt”)
- Maroon – When Worlds Collide (śpiew w utworze „Under The Surface” w amerykańskiej wersji płyty)
- Volbeat – Beyond Hell/Above Heaven  (śpiew w utworze: „Evelyn”)

## Filmografia
- Over the Madness (2007, film dokumentalny, reżyseria: Diran Noubar)[4]
- Global Metal (2008, film dokumentalny, reżyseria: Sam Dunn, Scot McFadyen)[5]